# Klepice
Klepice (biał. Кляпіцы; ros. Клепицы) – wieś na Białorusi, w obwodzie witebskim, w rejonie dokszyckim, w sielsowiecie Królewszczyzna.

## Historia
W czasach zaborów w granicach Imperium Rosyjskiego.
W dwudziestoleciu międzywojennym ówczesny zaścianek leżał w Polsce, w województwie wileńskim, w powiecie dziśnieńskim, w gminie Dokszyce, następnie w gminie Porpliszcze.
Według Powszechnego Spisu Ludności z 1921 roku zamieszkiwało tu 191 osób, 15 było wyznania rzymskokatolickiego a 176 prawosławnego. Jednocześnie 14 mieszkańców zadeklarowało polską przynależność narodową a 177 białoruską. Było tu 36 budynków mieszkalnych. W 1931 w 42 domach zamieszkiwało 225 osób.
Miejscowość należała do parafii rzymskokatolickiej w Parafianowie i prawosławnej w Porpliszczach. Podlegała pod Sąd Grodzki w Głębokiem i Okręgowy w Wilnie; właściwy urząd pocztowy mieścił się w Porpliszczach.